# Flexió (orvostudomány)

Flexió és extensió

A flexió latin eredetű szó. Orvosi jelentése a hajlítás. Ízületek felett elvonuló izmok működésekor az ízület állása megváltozik, így pl. hajlításba jön. 
Ellentétes irányú mozgás az extensió, magyarul nyújtás.

## A hajlításban részt vevő izmok
- Mély ujjakat hajlító izom
- Rövid hüvelykujjhajlító izom
- Hosszú hüvelykujjhajlító izom
- Singcsonti csuklóhajlító izom
- Felületes ujjhajlító izom